# Rough Silk
Rough Silk est un groupe allemand de metal progressif et rock alternatif, originaire de Hanovre. Pour son style musical, le groupe s'inspire du groupe Scorpions.

## Biographie
Le groupe est formé en 1989 à Hanovre. C'est Ferdy Doernberg qui va tout lancer. Il a d'abord travaillé avec de nombreux artistes (en particulier Uli Jon Roth, ex-membre de Scorpions). Jan Barnet (chant, guitare), Ralf Shwertner (basse), Herbert Hartmann (batterie) et Hilmer Staak (guitare vibraphone) vont le rejoindre. Il se met a la guitare et aux claviers.
Ils sortent un premier album, homonyme, en 1991. Jan Barnet quitte le groupe en 1995 et est remplacé par Thomas Ludolphy. C'est ensuite Hilmer Staak qui part en 1995 également remplacé par Andreas Laschewski. Après quatre albums, ils sortent Mephisto en 1997.
En 2002, Rough Silk reprend la chanson Is There Anybody There du groupe Scorpions. Hebert Hartmann est remplacé par Fredy Curt. Ces membres restent dans le groupe jusqu'en 2007.
Après les départs de 4 membres, André Hort se met à la basse. Mike Mandel au chant, à la guitare et aux claviers. Alex Wenn se met à la batterie. Ils ne sont plus 5 dans le groupe mais 4. En 2009, ils sortent l'album A New Begening,.
En 2018, le groupe annonce un nouvel album.

## Membres

### Membres actuels
- Mike Mandel - chant, guitare, claviers (depuis 2007)
- Fredy Doernberg - guitare (depuis 1989)
- Alex Wenn - basse (depuis 2007)
- André Hort - batterie (depuis 2007)

### Anciens membres
- Jan Barnet - guitare, chant (1989-1995)
- Rafl Shwertner - basse (1989-1995)
- Herbert Hartmann - batterie (1989-1995)
- Hilmer Staak - guitare vibraphone (1989-1995)
- Thomas Ludolphy - chant (1995-2007)
- Andreas Laszewski - guitare (1995-2007)
- Fredy Curt - batterie (1995-2007)

## Discographie
- 1991 : Rough Silk
- 1993 : Roots of Hate
- 1994 : Walls of Never
- 1996 : Circle of Pain... or : The Secret of Lies of
- 1997 : Mephisto
- 1998 : Beyond the Sundown
- 1999 : Wheels of Time
- 2001 : Symphony of Life
- 2003 : End of Infinity
- 2009 : A New Begening